# A Casa da Ana Hickmann
A Casa da Ana Hickmann foi um reality show produzido pela Rede Record e exibido dentro do programa Tudo É Possível, sob apresentação de Ana Hickmann. Foi o primeiro reality brasileiro a ser disputado na casa de uma apresentadora de televisão.
Teve dez participantes, todas mulheres, duas eliminadas a cada episódio. O prêmio era ser a nova repórter de Ana Hickmann no Tudo É Possível. A vencedora do programa foi a comissária de voo Jociane Koch com 81,10% dos votos do público. A modelo Tainá Calovini, que também foi finalista, ficou com 18,90% dos votos.

## O jogo
O jogo se passou na mansão da apresentadora Ana Hickmann, localizada em Itu, São Paulo. Dez mulheres disputaram o cargo de repórter do programa Tudo É Possível, deixado vago com a saída de Dani Souza.
Já no primeiro episódio, através de uma prova as participantes foram divididas em dois grupos: "Quarto A" e "Quarto B", o primeiro com todo o conforto e mordomia e o segundo com apenas duas beliches e pouco conforto. Por motivos pessoais, Wasthí de Castro desistiu no segundo dia de competição. Para ocupar a vaga, Tainá Calovini integrou o reality no segundo episódio.
Em cada semana duas participantes tornavam-se "Protegidas da Ana" através de uma prova de imunização, sendo uma de cada quarto. Logo depois, duas participantes eram eliminadas após passarem por uma prova de eliminação.

## Participantes
| Nome                | Profissão         | Idade | Cidade natal            | Episódios                                                                      | Resultado     |
| ------------------- | ----------------- | ----- | ----------------------- | ------------------------------------------------------------------------------ | ------------- |
| Jociane Koch        | Comissária de voo | 27    | Marechal Cândido Rondon | 8 (2 de outubro de 2011) 7 (25 de setembro de 2011) 6 (18 de setembro de 2011) | Vencedora     |
| Tainá Calovini      | Modelo            | 21    | São Paulo               | 8 (2 de outubro de 2011) 7 (25 de setembro de 2011) 6 (18 de setembro de 2011) | 2.º lugar     |
| Jhenny Andrade      | Modelo            | 23    | Ribeirão Preto          | 5 (11 de setembro de 2011)                                                     | 8.ª eliminada |
| Cissa Stolariki     | Radialista        | 29    | Morro Agudo             | 5 (11 de setembro de 2011)                                                     | 7.ª eliminada |
| Vanessa Pulhmann    | Modelo            | 28    | Blumenau                | 4 (4 de setembro de 2011)                                                      | 6.ª eliminada |
| Victória Villarim   | Dançarina         | 20    | São Paulo               | 4 (4 de setembro de 2011)                                                      | 5.ª eliminada |
| Fabiana Rodrigues   | Dançarina         | 31    | São Paulo               | 3 (28 de agosto de 2011)                                                       | 4.ª eliminada |
| Fernanda Schonardie | Modelo            | 27    | Santo Ângelo            | 3 (28 de agosto de 2011)                                                       | 3.ª eliminada |
| Bruna Ramos         | Modelo            | 26    | Mogi das Cruzes         | 2 (21 de agosto de 2011)                                                       | 2.ª eliminada |
| Mariana Freitas     | Modelo            | 21    | Porto Alegre            | 2 (21 de agosto de 2011)                                                       | 1.ª eliminada |
| Wasthí de Castro    | Jornalista        | 25    | Campo Belo              | 1 (14 de agosto de 2011)                                                       | Desistente    |

## Quadro de provas
| Episódio | Prova            | Eliminadas         |
| -------- | ---------------- | ------------------ |
| 1        | Não Houve        | Não Houve          |
| 2        | Coragem          | Mariana e Bruna    |
| 3        | Natação          | Fernanda e Fabiana |
| 4        | Entrevista       | Victória e Vanessa |
| 5        | Rapidez          | Cissa e Jhenny     |
| 6        | Bastidores       | Não Houve          |
| 7        | Saindo da Rotina | Não Houve          |

## Outras aparições
Além de participarem de A Casa da Ana Hickmann, algumas das participantes passaram a competir em outros reality shows.
| Participante      | Edição A Casa da Ana Hickmann | Colocação             | Reality show | Temp. | Colocação              |
| ----------------- | ----------------------------- | --------------------- | ------------ | ----- | ---------------------- |
| Victória Villarim | 1                             | Eliminada – 6.º lugar | A Fazenda    | 12    | Eliminada – 14.º lugar |